# 7-я гвардейская миномётная бригада
7-я гвардейская миномётная бригада - воинское соединение Вооружённых сил СССР в Великой Отечественной войне.

## История
Бригада формировалась с 11.1942 года в районе деревни Бабаново Мгинского района Ленинградской области на базе двух имеющихся тяжёлых гвардейских миномётных дивизионов (509-го и 512-го) и двух вновь созданных (573-го и 574-го), 01.03.1943 формирование бригады было завершено, 09.03.1943 бригада получила боевое знамя.
На вооружении бригады находились 310-миллиметровые реактивные миномёты БМ-31.
В составе действующей армии с 12.02.1943 по 20.12.1943, с 08.03.1944 по 15.11.1944 и с 15.12.1944 по 09.05.1944 года.
Первый залп по вражеским частям бригада дала 19.03.1943 года в 8:12, что считается датой рождения бригады. Всего было выпущено 663 снаряда.
Затем, в июле-августе 1943 года бригада поддерживала войска в ходе Мгинской операции, с позиций возле деревни Вороново по врагу было выпущено 1832 снаряда.
Из приказа по оперативной группе гвардейских миномётных частей фронта от 31 августа 1943 года
«в проводимой войсками фронта операции по уничтожению живой силы противника на Мгинском направлении в июле - августе примером хорошей слаженности... при выполнении боевых задач является 7-я бригада, которая с честью оправдала своё высокое звание «Гвардейская». Потери в людях и технике были самыми низкими».
В конце 1943 года бригада была отведена в резерв, а затем направлена в Карелию, в июне 1944 года приняла участие в Свирско-Петрозаводской операции. После неё переброшена в Заполярье  где поддерживала войска в ходе Петсамо-Киркенесской операции, после чего была переброшена в Польшу, где вошла в состав 4-й гвардейской миномётной дивизии.
О дальнейшем боевом пути бригады смотри статью 4-я гвардейская миномётная дивизия

## Полное наименование
- 7-я гвардейская миномётная Свирская Краснознамённая орденов Суворова, Кутузова и Александра Невского бригада

## Состав бригады
- 509-й отдельный гвардейский миномётный дивизион (с 24.11.1943 - 2-й гвардейский миномётный дивизион)
- 512-й отдельный гвардейский миномётный дивизион (с 24.11.1943 - 1-й гвардейский миномётный дивизион)
- 573-й отдельный гвардейский миномётный дивизион (с 24.11.1943 - 3-й гвардейский миномётный дивизион)
- 574-й отдельный гвардейский миномётный дивизион (с 24.11.1943 - 4-й гвардейский миномётный дивизион)

## Подчинение
| Дата            | Фронт (округ)            | Армия                                 | Корпус | Дивизия                            | Примечания   |
| --------------- | ------------------------ | ------------------------------------- | ------ | ---------------------------------- | ------------ |
| 01.04.1943 года | Волховский фронт         | 8-я армия                             | -      | 3-я гвардейская миномётная дивизия | с 26.11.1942 |
| 01.05.1943 года | Волховский фронт         | -                                     | -      | -                                  | -            |
| 01.06.1943 года | Волховский фронт         | -                                     | -      | -                                  | -            |
| 01.07.1943 года | Волховский фронт         | -                                     | -      | -                                  | -            |
| 01.08.1943 года | Волховский фронт         | 8-я армия                             | -      | -                                  | -            |
| 01.09.1943 года | Волховский фронт         | -                                     | -      | -                                  | -            |
| 01.10.1943 года | Волховский фронт         | -                                     | -      | -                                  | -            |
| 01.11.1943 года | Волховский фронт         | 59-я армия                            | -      | -                                  | -            |
| 01.12.1943 года | Волховский фронт         | 59-я армия                            | -      | -                                  | -            |
| 01.01.1944 года | Московский военный округ | -                                     | -      | 6-я гвардейская миномётная дивизия | -            |
| 01.02.1944 года | Московский военный округ | -                                     | -      | 6-я гвардейская миномётная дивизия | -            |
| 01.03.1944 года | Московский военный округ | -                                     | -      | 6-я гвардейская миномётная дивизия | -            |
| 01.04.1944 года | Карельский фронт         | 19-я армия                            | -      | -                                  | -            |
| 01.05.1944 года | Карельский фронт         | 19-я армия                            | -      | -                                  | -            |
| 01.06.1944 года | Карельский фронт         | 19-я армия                            | -      | -                                  | -            |
| 01.07.1944 года | Карельский фронт         | 7-я армия                             | -      | -                                  | -            |
| 01.08.1944 года | Карельский фронт         | 7-я армия                             | -      | -                                  | -            |
| 01.09.1944 года | Карельский фронт         | -                                     | -      | -                                  | -            |
| 01.10.1944 года | Карельский фронт         | 14-я армия                            | -      | -                                  | -            |
| 01.11.1944 года | Карельский фронт         | 14-я армия                            | -      | -                                  | -            |
| 01.12.1944 года | Резерв Ставки ВГК        | Полевое управление Карельского фронта | -      | -                                  | -            |
| 01.01.1945 года | 2-й Белорусский фронт    | 2-я ударная армия                     | -      | 4-я гвардейская миномётная дивизия | -            |
| 01.02.1945 года | 2-й Белорусский фронт    | 2-я ударная армия                     | -      | 4-я гвардейская миномётная дивизия | -            |
| 01.03.1945 года | 2-й Белорусский фронт    | 19-я армия                            | -      | 4-я гвардейская миномётная дивизия | -            |
| 01.04.1945 года | 2-й Белорусский фронт    | 19-я армия                            | -      | 4-я гвардейская миномётная дивизия | -            |
| 01.05.1945 года | 2-й Белорусский фронт    | 49-я армия                            | -      | 4-я гвардейская миномётная дивизия |              |

## Командование
Командиры
- майор / подполковник Григорьев Михаил Григорьевич (с 2.1943 — 1946, впоследствии генерал-полковник, первый заместитель командующего РВСН СССР);

Заместители командира
- полковник Небоженко Тихон Никитович  (с 12.1949  — по 12.1950);

Начальники штаба
- майор Грузин Григорий Игнатьевич (с 2.1943), майор Белов Борис Арсентьевич (с 1.1945), майор Проскурин Николай Андреевич (5.1945);

Начальники политотдела
- подполковник Шапиро Борис Зельманович (1944);

Командиры дивизионов:
- ком-р 512 / 1 дивизиона (М-31-12 с 1945) майор Грузин Григорий Игнатьевич (с 9.1942, затем НШ бр-ды), капитан / майор Белов Борис Арсентьевич (с 2.1943, в 1945 — НШ бр-ды), майор Федосов Иван Васильевич (с 1945);
- ком-р 509 / 2-го дивизиона майор Крикотненко Емельян Петрович (1943), капитан Птицын Георгий Владимирович (с 6.1944), капитан Бубликов Дмитрий Тимофеевич (1945, в 1944 — нш 1-го д-на); нач.штаба д-на л-т Фещенко Владимир Васильевич (1944);
- ком-р 573 / 3-го дивизиона капитан Зайцев Андрей Александрович (с 1943). капитан Хомутов Александр Ефимович (с 6.1944), майор Майоров (1945); замполит д-на капитан Можанов Александр Иванович (1944, убит 18.09.1944);
- ком-р 574 / 4-го дивизиона — ст. л-т / капитан Бракин Семен Самуилович (с 2.1943), ст. л-т Амбалов Гаврил Георгиевич (с 1945, в 1944 — нш д-на);
- ком-р парк. д-на ст. техник-л-т Исупов Анатолий Григорьевич (1945);

## Награды и наименования
| Награда (наименование)           | Дата                                                           | За что получена |
| -------------------------------- | -------------------------------------------------------------- | --- |
| Орден Красного Знамени           | Указ Президиума Верховного Совета СССР от 29.09.1943 года      | За образцовое выполнение боевых заданий командования на фронте борьбы е немецкими захватчиками и проявленные при этом доблесть и мужество                                                      |
| Почётное наименование «Свирская» | Приказ Верховного Главнокомандующего № 0174 от 02.07.1944 года | за участие в Свирско-Петрозаводской операции |
| Орден Кутузова II степени        | Указ Президиума Верховного Совета СССР от 14.11.1944 года      | за образцовое выполнение боевых заданий командования на фронте борьбы с немецко-фашистскими захватчиками, за овладение городом Киркенес и проявленные при этом доблесть и мужество.            |
| Орден Александра Невского        | Указ Президиума Верховного Совета СССР от 17.05.1945 года      | за образцовое выполнение заданий командования в боях с немецкими захватчиками при овладении городом и военно-морской базой Гдыня и проявленные при этом доблесть и мужество.                   |
| Орден Суворова II степени        | Указ Президиума Верховного Совета СССР от 04.07.1945 года      | За образцовое выполнение заданий командования в боях с немецко-фашистскими захватчиками при овладении городами Штетин, Гартц, Пенкун Казеков, Шведт и проявление при этом доблесть и мужество. |

## Память
- Музей боевой славы школы № 1228 «Лефортово» 4-й корпус г. Москвы.